# Lettre Internationale
Lettre Internationale er et europæisk kulturmagasin der har udkommet siden 2003 i dansk udgave. Magasinet kom hvert kvartal i perioden 2003-2007 udgivet af Informations Forlag og har siden udkommet årligt som gratis udgivelse af Det Kgl. Danske Kunstakademis Billedkunstskoler. Magasinet bringer tekster af danske og internationale skribenter om aktuelle politiske emner, om kulturel mangfoldighed, om økonomi i internationalt perspektiv og om kunst. Formen varierer fra reportage, essay, fortælling, interview, kunst og til fotografi. I alt er der udgivet 19 numre, hvor det seneste nummer "After the Fall" udkom d. 9/11-2009.

## Historie
Magasinet blev stiftet i Paris i 1984 under den kolde krig af eksiltjekken og kosmopolitten Antonin J. Liehm, der blev født i Prag i Tjekkoslovakiet i 1924, og havde en vision om at overvinde den kulturelle kløft mellem Øst- og Vesteuropa. Liehm var af den overbevisning, at man havde brug for et apolitisk internationalt forum, hvor intellektuelle fra begge sider af jerntæppet kunne mødes og udveksle tanker og synspunkter uden at være bundet af samtidens politiserede medier. 
Udgangspunktet var at finde, oversætte og trykke tekster af høj kvalitet, som kunne fungere som startsted for debat og diskussion. Andre tekster skulle så belyse dele af tekstens sammenhæng eller direkte kommentere på indholdet og på den måde skabe dialog. Behovet for dialog fortsatte efter Berlinmurens fald i 1989, hvor et nyt Europa og en ny europæisk offentlighed med stemmer fra øst og vest igen skulle etableres og træde i karakter i forhold til den nye politiske situation.
Takket være nære forbindelser til folk som Milan Kundera, Susan Sontag, Joseph Brodsky, Hans Magnus Enzensberger, Jorge Semprun, Umberto Eco m.fl. knyttedes en række af de bedste internationale skribenter til magasinet. En af de vigtigste ambitioner var at lave en kontinental-europæisk pendant til magasiner som New York Review of Books og London Review of Books og at skabe et forum for ledende intellektuelle i Europa. Magasinets filosofi var at være en stadig udfordring til det, man kunne kalde de store kulturers provinsialisme, og at være et magasin for hele Europa, mangfoldig og regional genkendelig. 
Samtidig var Lettre et kompromisløst, nogen ville kalde det et elitært projekt. Fra starten var fraværet af redaktionel vejledning til læseren og de meget lange tekster på store opslag med til at give indtrykket af en nærmest utilnærmelig publikation. Ambitionen var ifølge den tyske redaktør, Frank Berberich, dog ikke at skabe et magasin for de få indviede, men at skabe en publikation med en stærk profil i det offentlige rum. Hovedtanken var kort og godt at trykke de bedste tekster uanset sværhedsgrad og længde og så lade læseren selv tage stilling til det præsenterede materiale. 
I 1969 gik Liehm i eksil og levede i Amerika og forskellige steder i Europa, inden han bosatte sig i Paris. I vesten arbejdede han som underviser og havde en karriere bag sig som redaktør og skribent ved forskellige tjekkiske medier. Han var blandt andet en del af den vigtige intellektuelle tjekkiske ugeavis Litérarní noviny (Den litterære avis), der op gennem 1960’erne fungerede som organ for intellektuel debat og maskeret systemkritik i Tjekkoslovakiet. Liehm havde, siden han gik i eksil, drømt om at lave et nyt intellektuelt og transnationalt forum og havde undervejs kontakt med forskellige sponsorer og intellektuelle kræfter, heriblandt Heinrich Böll og Günther Grass. 
Det var imidlertid først i 1984, at tingene økonomisk og organisatorisk faldt på plads. Sammen med vennen Paul Noirot, der redigerede det lille tidsskrift Politique aujourd’hui, lykkedes det med en lille pose sponsorpenge at få det første nummer af det franske Lettre Internationale på gaden. Samme år dukkede en italiensk udgave af Lettre Internationale op i Rom, og i 1986 blev en spansk udgave søsat i Madrid. I maj 1988 gik den tyske udgave i luften i Berlin og har siden været en vigtig stemme i Tysklands intellektuelle offentlighed. 
I perioden efter Berlinmurens fald i 1989 dukkede Lettre Internationale op i en lang række østeuropæiske lande, blandt andre i Rumænien, Ungarn, Serbien, Polen, Makedonien og Rusland, hvor de var stærke stemmer i den lokale diskussion om et nyt Europa og det gamle Østeuropas rolle efter den kolde krig. De fleste af disse afdelinger er i dag gået ind af økonomiske grunde. Den franske udgave af Lettre Internationale lukkede i 2002 efter 18 år med Liehm som ansvarshavende redaktør.
I dag har Lettre redaktioner i København, Rom, Bukarest, Berlin, Madrid, Budapest og Moskva fra 2010.

## Nuværende Redaktion
Andreas Harbsmeier
Karsten Wind Meyhoff
Kunstredaktion
Pernille Albrethsen
Jacob Lillemose
Presse
Peter J. Meedom